# Сындыргы
Сындыргы (тур. Sındırgı) — город и район в провинции Балыкесир Турции. Его население составляет 12,980 человек (2009). Высота над уровнем моря — 264 м.

## История
Эти места в разные исторические периоды находились под властью Персидского царства, державы Александра Македонского, Рима, Византии, затем эти земли захватили Карасы, после разгрома которых турками-османами вошли в состав Османской империи.
В 1845 году была основана деревня Сындыргы, которая в 1884 году получила статус города. В 1913 году был образован район Сындыргы.
В 1920-1922 году район Сындыргы находился под греческой оккупацией, и был освобождён в результате Думлупынарского сражения. С тех пор 3 сентября отмечается в Сындыргы как День освобождения.